# Santa Engracia de Jaca
Santa Engracia de Jaca (Santa Engracia de Chaca o Santa Engrazia de Chaca en idioma aragonés) es una localidad española del partido judicial de Jaca, provincia de Huesca, perteneciente a la comarca de la Jacetania, en Aragón.
Situado en la Canal de Berdún pertenece al ayuntamiento de Puente la Reina de Jaca, cuyo término municipal incluye también el núcleo de Javierregay. Destaca la fuente lavadero.

## Demografía
| Gráfica de evolución demográfica de Santa Engracia entre 1842 y 1970 |
| |
| Población de derecho según los censos de población del INE Población de hecho según los censos de población del INEEntre el censo de 1981 y el anterior, este municipio desaparece porque se agrupa en el municipio Puente la Reina de Jaca |

## Patrimonio

### Ermita de san Babil
Es románica, del siglo XII. Fue la iglesia del despoblado medieval de Aragonavilla. Tiene planta rectangular con bóveda de medio cañón, ábside semicircular con bóveda cuarto de esfera y la puerta se cierra con arco de medio punto. La construcción es de sillarejo.